# Polonina

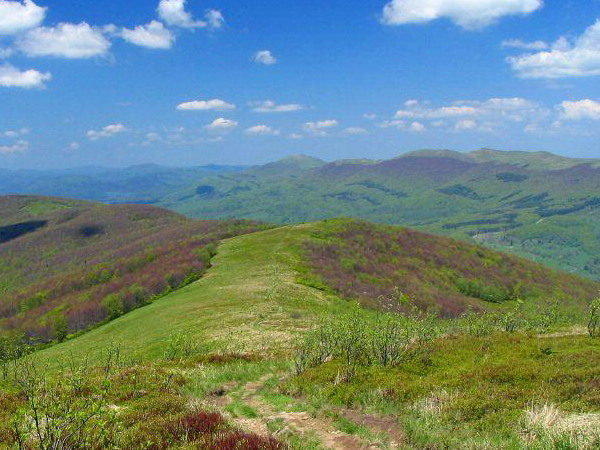
Jedna z polonin v Bukovských vrších v Polsku

Poloninа je ve východních Karpatech subalpský travnatý pás na hřbetu hřebenu, ve výšce okolo 1500 m n. m., s typickým rostlinstvem, zespodu většinou ostře ohraničený lesem. Mezi lesem a poloninou chybí pásmo keřů a nízkých stromů.
Poloniny se vyskytují v ukrajinských, polských a slovenských Karpatech. Podle nich dostal název národní park Poloniny.
Některé poloniny se využívají k pastvě dobytka.

## Etymologie
Slovo „polonina“ se vyvinulo ze staroslovanského slova „polnina“, což znamená plané, pusté, neužitečné místo.[zdroj?] Výraz je používán několika slovanskými jazyky (ukrajinštinou, rusínštinou, ruštinou, polštinou, slovenštinou, češtinou). V češtině existují podobné výrazy pláň či planina, jejichž význam však není zcela shodný. Podobný základ má i rumunské slovo poiană, označující louku či mýtinu. V češtině se horské louky a pastviny v bezlesém území Karpat ve vyšších nadmořských výškách používá též výraz hola či hole.

## Nejznámější poloniny

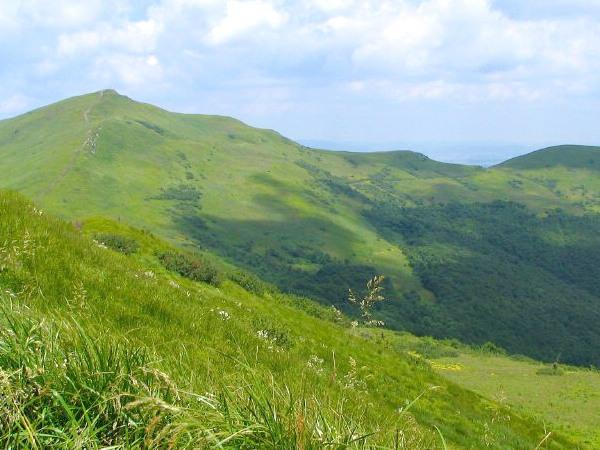
Jedna z polonin v Bukovských vrších v Polsku

- Na Ukrajině (převážně Podkarpatská Rus):
  - Polonina Červená, známá v češtině také jako Krásná (Полонина Красна)
  - Polonina Rovná, též Runa (Полонина Рівна, Полонина Руна)
  - Polonina Boržava (Полонина Боржава)
  - Polonina Kuk (Полонина Кук)

- v Polsku:
  - Połonina Caryńska (vrchol 1297 m; součást Bukovských vrchů)
  - Połonina Wetlińska (nejvyšší vrchol: Roh 1255 m; součást Bukovských vrchů)
  - Połonina Bukowska (nejvyšší vrchol: Halič 1333 m; součást Bukovských vrchů)
  - Połonina Dźwiniacz (nejvyšší vrchol: Bukowe Berdo, Bukové Brdo 1312 m; součást Bukovských vrchů)